# 馬庫埃利索
馬庫埃利索（西班牙語：Macuelizo），是洪都拉斯的城鎮，位於該國西北部，由聖巴巴拉省負責管轄，始建於1794年5月14日，面積250.45平方公里，海拔高度206米，2001年人口25,614，人口密度每平方公里102.27人。
15°018′N 88°032′W / 15.300°N 88.533°W